# Conus eximius
Conus eximius é uma espécie de gastrópode do gênero Conus, pertencente à família Conidae.

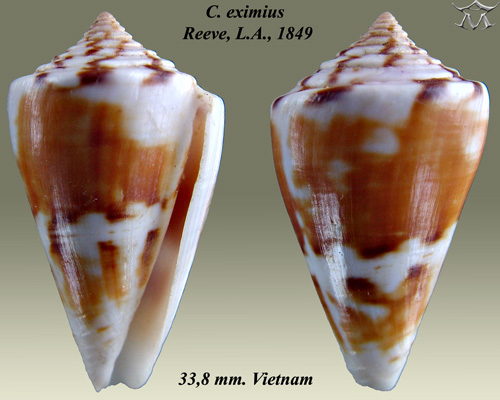
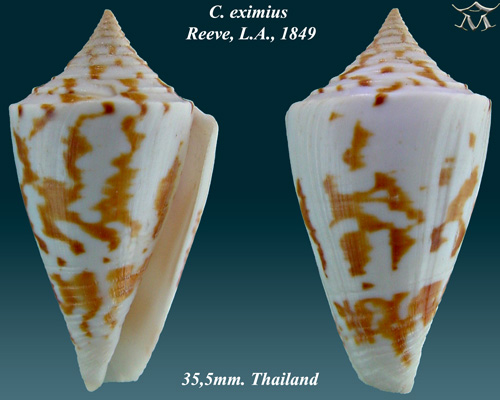